# Waldeck (Mittenwalde)
Waldeck ist ein Gemeindeteil von Töpchin, einem Ortsteil der Stadt Mittenwalde im Landkreis Dahme-Spreewald im Bundesland Brandenburg der Bundesrepublik Deutschland ist. Der Ort hieß bis 1938 Sputendorf und wurde dann in Sputenberge umbenannt. 1950 wurde der Ort nach Töpchin eingemeindet und schließlich 1952 in Waldeck umbenannt.

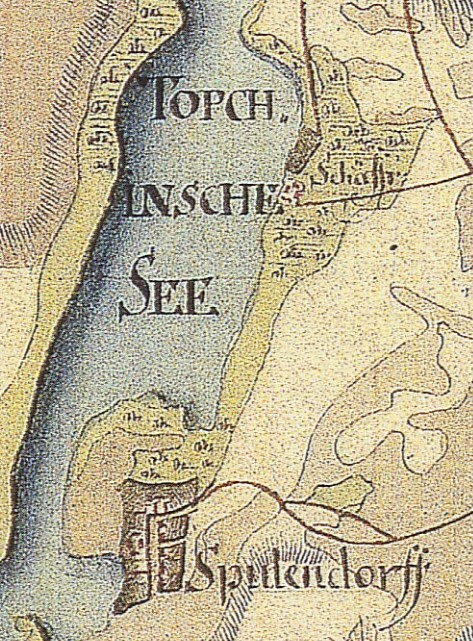
Waldeck (Sputendorf) mit Schäferei an der Stelle des späteren Vorwerks auf dem Schmettauschen Kartenwerk von 1767/87

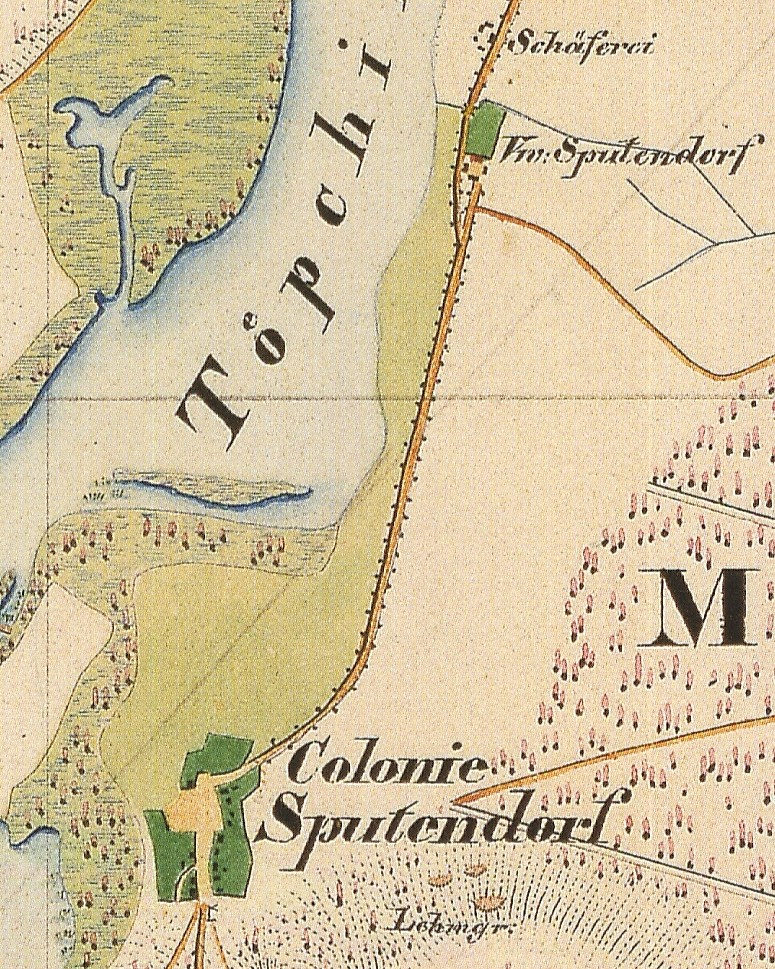
Waldeck (Sputendorf), Forsthaus Waldeck (Vorwerk Sputendorf) und Schäferei (existiert nicht mehr) auf dem Urmesstischblatt 3847 Teupitz von 1841

## Lage
Waldeck liegt 12,5 km südöstlich von Mittenwalde und 1,6 km südöstlich von Töpchin. 2,7 km südlich liegt Egsdorf und knapp 5 km ostnordöstlich liegt Groß Köris. Bis zum Ostufer des Teupitzsee sind es Luftlinie 1,6 km.
Waldeck ist über die L 74 von Egsdorf und Töpchin zu erreichen. Ort liegt auf 41 m ü. NHN. Vor der Absenkung des Seespiegels des Töpchiner Sees lag Waldeck direkt am Töpchiner See. Westlich des Orts liegt noch ein kleiner See, eine Restfläche des ursprünglich größeren Töpchiner Sees. Waldeck liegt direkt östlich des Naturschutzgebietes Töpchiner Seen.

## Geschichte
Der Ort wurde erst sehr spät 1546 erstmals urkundlich erwähnt (Sputendorff). Der Name ist als slawisch-deutscher Mischname, gebildet mit einem aso. Personennamen *Spyt-, einer Koseform von Vornamen wie p. Spycigniew und Spycimir. Sputendorf war nach der Dorfstruktur ursprünglich ein Rund- oder Sackgassendorf. Rund- und Sackgassendörfer sind frühe Plansiedlungen in Gebieten mit überwiegend slawischer Bevölkerung unter einer deutschen Grundherrschaft.
Sputendorf war 1546 ein Dorf in der Herrschaft Teupitz. 1624 wohnten 13 Hüfner, jeder bewirtschaftete eine Hufe, ein Kossäte und ein Hirte in Sputendorf. Im Dreißigjährigen Krieg wurde Sputendorf völlig verwüstet. 1652 war Sputendorf ganz wüst und unbewohnt. Bis 1664 hatten die Schenken von Landsberg dort ein Vorwerk aufgebaut, das sie von einem Maier verwalten ließen. 
1664 mussten sie Gut und Vorwerk Sputendorf an die von Stutterbeims Erben auf Wiederkauf veräußern. 1668 verkauften die von Stutterheim Sputendorf weiter an die Grafen zu Solms. 1679 konnten die Schenken von Landsberg Sputendorf wieder einlösen. 1685 hatte sich auch wieder ein Kossät angesiedelt. 1711 wohnten ein Kossäte, vier Paar Hausleute, ein Hirte, ein Schäfer und zwei Knechte im Ort. Die 13 Hufen, nun zu einem Vorwerk zusammengefasst, zinsten pro Hufe vier Groschen. 
Am 18. Dezember 1717 kaufte der brandenburgische Kurfürst und König in Preußen Friedrich I. die Herrschaft Teupitz von Ludwig-Alexander Schenk von Landsberg für 54.000 Taler und bildete daraus das Amt Teupitz, das er seiner Herrschaft Königs Wusterhausen unterstellte. Sputendorf war fortan Amtsdorf. 
1734 hatte Sputendorf insgesamt 41 Einwohner. 1743 bestand Sputendorf im Wesentlichen aus dem Vorwerk und der etwas entfernt liegenden Schäferei und einem separaten Hammelstall. Es war noch bekannt, dass Sputendorf früher ein bewohntes Dorf war. 1771 gab es nur ein Wohnhaus (Giebel). Ansonsten wohnten in Sputendorf ein Hirte, ein Schäfer und ein Knecht.
1801 war neben dem Vorwerk eine Büdner-Kolonie entstanden. Bratring vermerkt 4 Büdner, 6 Einlieger und 15 Feuerstellen (korrigiert nach dem Historischen Ortslexikon). Außerdem war eine Wassermühle aufgebaut worden. Sputendorf hatte damals 67 Einwohner. Etwa 1824 war das Amt Teupitz aufgelöst worden, und das Amt Buchholz hatte die Verwaltung übernommen.
Bis 1840 stagnierte die weitere Entwicklung. Das Vorwerk war an die Stelle der Schäferei verlegt worden. und im Dorf wurden nur 14 Wohnhäuser registriert. 1858 wohnten in Sputendorf ein Wirt, 13 Landwirte und 2 Arbeiter. 1860 war das Dorf in einen Gemeindebezirk und in einen Gutsbezirk geteilt. Der Gemeindebezirk war mit 72 Morgen sehr klein verglichen mit dem 1990 Morgen großen Gutsbezirk. Die 72 Morgen des Gemeindebezirks verteilten sich auf 13 Morgen Gehöfte, 2 Morgen Gartenland, 50 Morgen Acker und 7 Morgen Wiese. Die zum Gutsbezirk gehörenden 1990 Morgen verteilten sich auf 16 Morgen Gartenland, 900 Morgen Acker, 100 Morgen Wiese, 257 Morgen Weide und 717 Morgen Wald. Im Gemeindebezirk standen 13 Wohn- und 14 Wirtschaftsgebäude. Im Gutsbezirk gab es ein Wohnhaus und zwei Wirtschaftsgebäude. Das Gutshaus (in der Nähe des Dorfes) war in ein Forsthaus umgewandelt worden. Es lag ca. 1,3 km nordöstlich vom Ortskern. Die Einwohner des Gemeindebezirks hielten 21 Stück Rindvieh, im Gutsbezirk waren es zwei Pferde und 15 Stück Rindvieh.
1871 wurden im Gemeindebezirk nur noch neun Wohngebäude gezählt. Der Gemeindebezirk hatte 66 Einwohner. Zum Gutsbezirk gehörte nur noch das Forsthaus mit 6 Einwohnern.
1900 standen 15 Häuser, 1931 17 Häuser in Sputendorf. Die Gemarkung umfasste 248 ha.
Bevölkerungsentwicklung von 1734 bis 1946
| Jahr      | 1734 | 1772 | 1801 | 1817 | 1840 | 1858 | 1871 | 1895 | 1910 | 1925 | 1939 | 1946 |
| Einwohner | 41   | 53   | 67   | 66   | 87   | 65   | 72   | 83   | 100  | 75   | 93   | 91   |

## Kommunale Geschichte
Waldeck war mit Einsetzen der urkundlichen Überlieferung Bestandteil der ursprünglich niederlausitzischen Herrschaft Teupitz. Mit dem Erwerb der Herrschaft Teupitz 1718 wurde die Herrschaft in ein Amt, das Amt Teupitz umgewandelt, das an den Teltowischen Creis angeschlossen wurde. Es bildete zunächst noch zusammen mit dem Amt Trebbin und dem Amt Zossen ein etwas besonderes Gebiet, einen Unterkreis, den sogenannten Ämterkreis. Mit der Kreisreform von 1816/1817 wurde der Kreis Teltow mit der ehemaligen Herrschaft Storkow zum Kreis Teltow-Storkow zusammengeschlossen. Der Kreis Teltow-Storkow wurde 1835 wieder aufgelöst, der Kreis Teltow in den vorigen Grenzen wieder hergestellt. Mit der Bildung der Amtsbezirke und Übertragung der Polizeigewalt auf den Amtsvorsteher wurde Sputendorf dem Amtsbezirk Nr. 15 Groß Köris des Kreises Teltow zugewiesen. Zum Amtsvorsteher wurde Oberförster Encke im Forsthaus Hammer bestimmt. Später wurde der Gutsbezirk Sputendorf an den Gutsbezirk Forst Königs Wusterhausen angeschlossen. 1929 wurden 233 ha des Gutsbezirks Königs Wusterhausen mit dem Gemeindebezirk zur Gemeinde Sputendorf vereinigt. 1932 gehörten zu Sputendorf die Wohnplätze Bergwerk Sputendorf bei Töpchin und Forsthaus Sputendorf bei Töpchin. 1938 wurde Sputendorf in Sputenberge umbenannt. 1941 gehörten als Wohnplätze dazu Forsthaus Kohlegrubensee, Forsthaus Sputendorf und Forsthaus Töpchin. 1950 wurde Sputenberge nach Töpchin eingemeindet und war daraufhin Ortsteil von Töpchin. Zusammen mit Töpchin wurde Waldeck am 26. Oktober 2003 in Mittenwalde eingegliedert. Waldeck hat seither den Status eines bewohnten Gemeindeteils ohne eigene kommunalpolitische Vertretung.

## Denkmale und Sehenswürdigkeiten
Die Denkmalliste des Landes Brandenburg für den Landkreis Dahme-Spreewald verzeichnet ein Baudenkmal:
- Nr. 09140574 Zur Kohlengrube 6: Zechenhaus mit Nebengebäude einschließlich des Tagebaurestlochs der ehemaligen Kohlegrube